# 富山地鉄ホテル
富山地鉄ホテル（とやまちてつホテル）は、富山県富山市桜町にあるホテルである。富山地方鉄道の関連企業である富山地鉄ホテル株式会社により運営されている。
電鉄富山駅ビル「エスタ」に入居している。

## 沿革
- 1986年（昭和61年）4月14日 - 「富山地鉄ホテル株式会社」設立[3]。ホテルの屋号は、富山観光開発と第一ホテルシステムとFC契約を結んだため、「第一イン富山」とした[4]。
- 1987年（昭和62年）12月5日 - 前身の「第一イン富山」が開業[1][5]。当時の客室数は140室、収容人員は170人であった[6]。
- 1998年（平成10年）7月1日 - 2000年とやま国体開催のため、電鉄富山駅ビル5階フロアを改装し、客室を140室から164室に増やし、収容人員209人とした[6]。
- 2001年（平成13年）3月20日 - ホテルを直営に切り替え、屋号も「富山地鉄ホテル」に改称[7]。

## 主な施設
- レストラン「ラガール」
- 多目的ホール「アルシェフ」

## アクセス
- 富山地方鉄道 電鉄富山駅直結。
- 西日本旅客鉄道（JR西日本）・あいの風とやま鉄道 富山駅南口（正面口）から徒歩1分。
- E8北陸道 富山ICから車で10分。